# Paul Shaffer
Paul Allen Wood Shaffer (ur. 28 listopada 1949 w Thunder Bay w Ontario) – kanadyjski muzyk, aktor, osobowość telewizyjna i komik.

## Życiorys
Urodził się w Kanadzie, w Thunder Bay w Ontario. Jako naturalizowany amerykanin, Shaffer był jednym z pierwszych członków obsady Saturday Night Live. Obecnie jest dyrygentem w David Letterman Show.
Paul Shaffer rozpoczął swoją karierę w 1972 roku jako dyrektor muzyczny Godspell, teatrów na Broadwayu. W 1974 roku grał na fortepianie w Magic Show oraz na wspomnianym Broadwayu, a od 1975 do 1980 był kierownikiem muzycznym w popularnym programie telewizji NBC Saturday Night Live, z krótką przerwą w 1977 roku. Shaffer pojawiał się potem regularnie w skeczach tego programu. Paul czasem nawiązywał współpracę z niektórymi członkami obsady poza programem: był dyrektorem muzycznym filmu Blues Brothers, w którym główne role zagrali John Belushi i Dan Aykroyd. Nie mógł uczestniczyć w tym filmie z powodu zobowiązań kontraktowych, jednak pojawił się w Blues Brothers 2000. 
Shaffer był dyrektorem muzycznym i producentem ceremonii przyjęcia do Rock and Roll Hall of Fame w 1986 roku i odgrywał taką samą rolę w trakcie ceremonii zamknięcia Igrzysk Olimpijskich w 1996 roku.
Paul wydał również dwa albumy solowe, Coast to Coast w 1989 r. (który był nominowany do nagrody Grammy) oraz World's Most Dangerous Party w 1993 roku. Wśród artystów, z którymi współpracował, można wymienić: Donald Fagen, Grand Funk Railroad, Diana Ross, B.B. King, Cyndi Lauper, Carl Perkins, Yoko Ono, Blues Traveler, Cher, Chicago, Robert Burns, George Clinton, Bootsy Collins, Robert Plant, Scandal, Warren Zevon, Lew Soloff, Lou Marini i Earl Scruggs. Pisał i wyprodukował wraz z Paulem Jabara piosenkę "It's Raining Men", która zdobyła czołowe miejsca na listach Wielkiej Brytanii.